# Адамовка (Виньковецкий район)
Ада́мовка (укр. Ада́мівка) — село в Хмельницком районе Хмельницкой области Украины.
Население по переписи 2001 года составляло 1176 человек. Почтовый индекс — 32511. Телефонный код — 3846. Занимает площадь 6,278 км². Код КОАТУУ — 6820680501.

Ранее село находилось в Виньковецком районе Хмельницкой области, 17 июля 2020 года в результате административно-территориальной реформы Виньковецкий район был упразднён, его территория вошла в состав Хмельницкого района.